# 兰采乡
兰采乡，是中华人民共和国青海省黄南藏族自治州同仁市下辖的一个乡镇级行政单位。

## 行政区划
兰采乡下辖以下地区：
兰采牧委会、土房村和还却乎牧委会。